# パラレルドリーム
パラレルドリーム（英語: ParallelDream）は、長野県を活動拠点とする伊那市のTONYAGAI MUSIC所属の女性アイドルグループである。愛称はパラドリ。
2017年6月21日、キングレコードからメジャーデビュー。総合プロデューサーを務めるのは、永井光洋。音楽プロデューサーを務めるのは、HΛL。
「時空を超えてみんなに夢と希望と愛を届ける」をコンセプトに、世界へ発信型アイドルとしてインドネシア、タイ、フランス、ロサンゼルス、ベトナム、フィリピン、台湾などでライブ公演を行い、長野県地域貢献活動にも取り組んでいる。
派生ユニットに「NEO」「vierklee(フィアクレー)」「Twinkle Lyrical Star」がある。
2022年3月20日をもって解散。

## 概要
2013年、長野県伊那市で音楽・映像制作、イベント企画などを行っている問屋街ミュージック（TONYAGAI MUSIC）が開催した「伊那谷から世界へ発信！アイドルオーディション」にて選出された 伊那谷市出身のゆか・みか・ゆうかを中心に結成された長野県ご当地アイドルユニットである。
2013年11月にデビューシングル「ハジメマシテ!!!」をリリースし、TSUTAYA箕輪店でシングルランキング1位を獲得。問屋街スタジオにて定期ライブ「ドリームタイム」を精力的に行い、あるある甲子園準優勝、TBSリア10生出演、アイドル歌合戦優勝、ジャカルタJAPAN FESTA日本代表など数々のタイトルを獲得している。
2014年よりプロ野球独立リーグ・ベースボール・チャレンジ・リーグの「信濃グランセローズ」の公式応援団を務める

## イメージキャラクター／受賞歴
- プロ野球「信濃グランセローズ」公式応援団
- プロサッカー「松本山雅FC」公式応援団
- ローメン大使
- TBS放送「リア10〜最新トレンド乱キング〜」優勝 - 「リア10ガール」として番組出演＆ED曲の権利を獲得した
- テレビ朝日放送「めざせ!トップアイドル『あるある甲子園』」準優勝
- TBS放送アニメ「普通の女子校生が【ろこどる】やってみた。」スピンオフ企画 優勝

## メンバー
| 名前   | 愛称       | 生年月日 | 担当カラー     | 派生ユニット | 備考         |  |
| ------ | ---------- | -------- | -------------- | ------------ | ------------ |  |
| みか   | みかたん   | 2月14日  | ピンク         | vierkree     | リーダー     |  |
| ゆか   | ゆかぽん   | 2月14日  | イエロー       | vierkree     | サブリーダー |  |
| まみ   | まみちん   | 3月8日   | グリーン       | vierkree     | ラップ担当   |  |
| ラリサ | ラリリ     | 12月15日 | ネオンピンク   | NEO          |              |  |
| ももか | ももちぃ   | 10月31日 | ネオングリーン | NEO          |              |  |
| なつか | なっちゃん | 10月28日 | ブルー         |              |              |  |

研修生
- ひめ（2019年5月加入、6月から活動休止中）
- みい（2019年10月加入）

## 派生ユニット
パラレルドリームNEOパラレルドリームの完全コピーユニット（妹分ユニット）として長野flavorのオーディションを受けた3名で結成。。
- ラリサ
- ももか

Vierklee
ドイツ語の造語で「vierklee(フィアクレー)＝四つ葉のクローバーから来ている。四つの葉にはそれぞれ 意味があり、愛情(みか)・幸運(ゆか)・希望(まみ)・ 誠実(ファン)が揃って真実&本物となる！というのがコンセプト。長野flavorの解散後、1期,2期のメンバーで結成。
- ゆか
- みか
- まみ ※リーダー

Twinkle Lyrical Star
- 双子の派生ユニット

## 過去に在籍したメンバー
()内は愛称
- もか（もかぱん） - 2014年2月15日に新メンバーとしてお披露目。当日は大雪だったため急遽Ustreamでもその模様が配信された。同年7月28日に卒業を発表。レッド担当。
- かれん - 2014年2月8日に研修生としてお披露目、同年9月27日をもって卒業を発表。
- みわ（みわわ） - 2014年7月5日に新メンバーとしてお披露目。同年7月29日にリーダー就任、さらに同年12月3日活動終了。グリーン→レッド担当。
- ゆうか（ゆうきゅん） - 2013年10月に初期メンバーとしてデビュー。2015年3月9日に卒業を発表、同年3月31日の卒業ライブ出演をもって卒業。ブルー担当。
- ことね（こっちゃん） - 2015年8月23日お披露目。パラレルドリーム研修生としてソロで活動。同年11月15日をもって脱退。
- あすか（あすなん） - 2016年4月に研修生として加入。長野flavorを兼任してかつ長野flavorのリーダーも務め、同年9月まで活動した。
- ゆめか（ゆらん）-　2016年7月にパラレルドリームNEOとして加入。2017年6月正規メンバー昇格。2017年8月に卒業を発表、同年9月3日に卒業ライブ出演をもって卒業。ネオンイエロー担当。
- まき（まっきー）-　2015年1月に研修生として加入。2015年2月に正規メンバー昇格。vierkreeを兼任。2018年2月のイベント出演をもって卒業。
- ゆい（ゆっぴー）-　レッド担当。RYnx♡を兼任、りんは実妹。2020年1月19日の卒業ライブ出演をもって卒業。
- りん（りんりん）-　ブルー担当。RYnx♡を兼任、メンヘラ、ゆいは実姉。2020年1月5日の卒業ライブ出演をもって卒業。
- ゆうか（ゆぅちむ）- ネオンオレンジ担当。パラレルドリームNEOを兼任。2020年3月22日のSHOWROOM配信をもって卒業。
- ほなみ（ほなみん）- レッド担当。2021年6月18日をもって卒業。

## 過去に活動していたユニット
RYnx♡ (リンクス)実姉妹ユニット。
アニメ好きな2人が2.5次元をテーマに結成したユニットであり、多方面でファンを取り込もうとコスプレ等の活動も取り入れている。
- ゆい
- りん

長野flavor一般社団法人「芸能研究生」が主催し全国展開を目指すアイドルユニット「flavor」の長野支部である「長野flavor」のメンバーとして活動した。。2017年3月に解散。
- モデル サリー（総監督）
- カウガール ココ（副総監督）
- ゆか（プレイングプロデューサー）
- みか（プレイングプロデューサー）

## 略歴
2013年
- 10月13日、光のファンタジー2013　信州イルミネーションフェスティバルin与田切公園にてデビューライブ。当時のメンバーは、ゆか、みか、ゆうか、まや、まどかの5名。
- 11月20日、デビューシングル「ハジメマシテ!!!」発売
- 12月1日、FM長野にてレギュラー番組「パラレルドリームのパララジ」放送開始。
- 12月7日、パラレルドリーム定期ライブ「ドリームタイム」を問屋街ビル内で開始。

2014年
- 2月27日、プロ野球・独立リーグBCL信濃グランセローズ、「2014 信濃グランセローズ懇親会」公式応援団として御披露目される。
- 3月2日、伊那消防署の一日消防署長を務める[9]。
- 3月3日、2ndシングル「さくら・桜・SAKURA」発売
- 4月29日、伊那市役所東側駐車場にて開催された「第3回伊那ローメン春まつり」ステージイベントに出演、伊那市のご当地グルメ「ローメン」大使に就任。
- 7月20日、TBS系列、「リア10〜最新トレンド乱キング〜」にて番組が選考したローカルアイドル20組の中から、スマホアプリ「ぶぶたす」で行われた投票で優勝。
- 7月21日、3rdシングル「ホシノカケラ」発売。
- 8月11日、TBSアニメ『普通の女子校生が【ろこどる】やってみた。』スピンオフ企画にて優勝
- 8月26日、めざせ!トップアイドル『あるある甲子園』グランドファイナルに出場し準優勝。
- 8月31日、24時間テレビ37「愛は地球を救う」〜小さななキセキ、大きなキセキ〜にライブ・テレビ出演
- 9月15日、「信州たから市」にてヤキメン大使に任命される。
- 11月1日、インドネシア・ジャカルタで開催された「JAPAN FESTIVAL in INDONESIA」にライブ出演、世界初進出[10]、4thシングル「弾丸ドリーマー」を初披露。
- 11月23日、「皇居チャリティーマラソン」にアイドルランナーとして出場
- 12月15日、4thシングル「ILOVE長野」発売

2015年
- 1月10日、赤坂BLITZにて開催された「エフエム東京開局45周年 夢のアイドルミュージアム2015」に出演。
- 4月11日、5thシングル「Fight Victory」発売。
- 7月30日、「愛踊祭2015〜あいどるまつり〜国民的アニメソングカバーコンテスト」にてweb予選を1位通過し、エリア代表決定戦に進出。
- 7月30日、6thシングル「ドライブin信州」発売。
- 9月5日、「愛踊祭2015」北陸甲信越エリア代表決定戦に出場。東京決勝大会進出ならず。
- 12月25日、7thシングル「ロマンティックスノウ」発売。

2016年
- 2月11日、派生ユニットとして、「ゆい」と「りん」の姉妹ユニット「RYnx♡」の結成を発表。
- 2月14日、こもろ布引いちご園でライブ。いちご園広報部長に就任。
- 4月16日、8thシングル「LOVE STRAWBERRY」発売。
- 6月17日、パラレルドリーム派生ユニット「長野flaver」結成。
- 6月30日、パラレルドリーム派生ユニット「RYnx♡」のデビューシングル「Jump!Jump!Jump!」発売。
- 7月30日、9thシングル「祭りんぐ」発売。

2017年
- 1月25日、10thシングル「弾丸ドリーマー」発売。
- 6月21日、キングレコードから1stシングル「One Soul」でメジャーデビュー。
- 12月27日、キングレコードから2ndシングル「To Wish」発売。

2018年
- 10月13日、デビュー5周年
- 10月24日、デビュー5周年を記念し、ベストアルバム「Dream Time」発売。

2021年
- 4月17日、14thシングル「アステロイド〜僕らの帰る場所〜」発売。
- 9月26日、15thシングル「プリンセスプリンセス」発売。

2022年
- 1月7日、解散を発表[11]。
- 3月20日、全員卒業･解散。

## 作品

### シングル

#### インディーズ
| 枚 | 発売日         | タイトル               | 他収録曲                        | 販売形態 | 規格品番      | 備考                                                  |
| -- | -------------- | ---------------------- | ------------------------------- | -------- | ------------- | ----------------------------------------------------- |
| 1  | 2013年11月20日 | ハジメマシテ!!!        | 信濃の国-パラドリver.-          | CD       | TMT-1305      | C/Wは長野県の県歌                                     |
| 2  | 2014年3月3日   | さくら・桜・SAKURA     | country girl-パラドリver.-      | CD       | TMT-1401      | C/Wは信濃グランセローズ・公式応援ソング（2014年のみ） |
| 3  | 2014年7月21日  | ホシノカケラ           | サンキュー                      | CD       | paradori3-xx  |                                                       |
| 4  | 2014年12月15日 | I LOVE 長野            | 弾丸ドリーマー winter love song | CD       | paradori4-xx  |                                                       |
| 5  | 2015年4月11日  | Fight Victory          | -                               | CD       | TM-1501       | 信濃グランセローズ公式応援ソング（2015年以降）        |
| 6  | 2015年7月30日  | ドライブin信州         | 大好き！                        | CD       | TM-1502       |                                                       |
| 7  | 2015年12月25日 | ロマンティックスノウ   | ハジメマシテ!! -Remix-          | CD       | TM-1503       | テレビ朝日『ロッピング・セレクション』主題歌          |
| 8  | 2016年4月16日  | LOVE STRAWBERRY        | さくら・桜・SAKURA -Remix-      | CD       | TM-1601       | テレビ朝日『ロッピング・セレクション』主題歌          |
| 9  | 2016年7月30日  | 祭りんぐ               | ホシノカケラ -Remix-            | CD       | paradori9-xx  | テレビ朝日『ロッピング・セレクション』主題歌          |
| 10 | 2017年1月25日  | 弾丸ドリーマー -Remix- | I LOVE 長野 -Remix-             | CD       | paradori10-xx |                                                       |

#### メジャー
| 枚 | 発売日         | タイトル | 他収録曲                       | 販売形態 | 規格品番                              | 順位                                                                       |
| -- | -------------- | -------- | ------------------------------ | -------- | ------------------------------------- | -------------------------------------------------------------------------- |
| 1  | 2017年6月21日  | One Soul | もっと! motto ! 弾丸ドリーマー | CD       | 初回限定：KICM-91771 通常：KICM-91772 | オリコン週間 CDシングルランキング 100位 Billboard Japan Singles Sales 13位 |
| 2  | 2017年12月27日 | To Wish  | Fight Victory プリムラ         | CD       | 初回限定：KICM-91820 通常：KICM-1821  | TBA                                                                        |

### 派生ユニット「RYnx♡（リンクス）」
| 枚 | 発売日         | タイトル          | 収録曲                           | 販売形態 | 規格品番   | 備考                   |
| -- | -------------- | ----------------- | -------------------------------- | -------- | ---------- | ---------------------- |
| 1  | 2016年6月29日  | Jump! Jump! Jump! | Jump!Jump!Jump!(ボカロver.)      | CD       | rynx1-xx   | テレビ朝日タイアップ曲 |
| 2  | 2017年12月27日 | キャンパスライフ  | キャンパスライフ(ボカロver.)     | CD       | TM-1702-xx |                        |
| 3  | 2018年10月17日 | アメのち晴れ      | アメのち晴れ(Yui ver.)(Rin ver.) | CD       | TM-1801-xx |                        |

### 派生ユニット「Vierklee」
| 枚 | 発売日         | タイトル | 収録曲         | 販売形態 | 規格品番   | 備考 |
| -- | -------------- | -------- | -------------- | -------- | ---------- | ---- |
| 1  | 2017年12月27日 | もぐもぐ | もぐもぐ(inst) | CD       | TM-1704-xx |      |

### 派生ユニット「パラレルドリームNEO」
| 枚 | 発売日         | タイトル      | 収録曲                  | 販売形態 | 規格品番   |
| -- | -------------- | ------------- | ----------------------- | -------- | ---------- |
| 1  | 2017年12月27日 | Shining Dream | Shining Dream（JPver.） | CD       | TM-1703-xx |

### アルバム
| 枚 | 発売日         | タイトル   | 販売形態 | 規格品番   |
| -- | -------------- | ---------- | -------- | ---------- |
| 1  | 2018年10月24日 | Dream Time | CD       | TM-1802-xx |

## レギュラー

### ラジオ
- パラレルドリームのパララジ（毎週木曜18：55-19：00、FM長野）
- パラレルドリームのI LOVE 長野（毎週土曜25：00-25：30、FM長野）

## 単発

### テレビ
- FLASH！
- TMTV（トンヤガイミュージックTV）(2013年10月25日・11月29日、テレビ信州)
- HOT情報 (2014年4月17日、信越放送)
- リア10〜最新トレンド乱キング〜（2014年7月20日、TBS系列）
- 24時間テレビ37「愛は地球を救う」〜小さななキセキ、大きなキセキ〜（2014年8月31日、日本テレビ系列）
- 普通の女子校生が【ろこどる】やってみた。（2014年9月18日、TBS）
- 楽市楽座（2014年10月18日、信越放送）
- ロッピングセレクション（2014年12月1日 - 、テレビ朝日）番組主題歌
- ひるとく（2015年6月30日、NHK長野放送局）みか・ゆか生出演
- ダンスクリエーター（2016年12月5日 - ダンスチャンネル）[14]
- 24時間テレビ
- 夏の南信!女子会ツアー!!(（2016年7月24日、テレビ信州）テレビ信州の竹内彩華アナウンサーと共演

### ラジオ
- パラレルドリームのパララジ（2013年12月1日- 、FM長野）毎週木曜18:55 - 19:00（2014年10月2日までは毎週日曜21:55 - 22:00放送だった）
- パラレルドリームスペシャルvol.1（2014年9月20日、FM長野）
- パラレルドリームスペシャルvol.2（2014年9月27日、FM長野）
- パラレルドリームのまだまだ寝かせないに??（2014年10月5日 -、FM長野）毎週土曜深夜25:00 - 25:30
- パラレルドリームのI LOVE 長野→パラレルドリームのアイドルサークル（2015年1月7日 - 2018年3月29日、FM-FUJI）（FM長野のみ「I LOVE 長野」で続行中）　　　　　　　　　　　　　　「アイドルサークル」へ番組名変更した後は金曜24：00 - 24：30　2016年10月からはGIRLS・GIRLS・GIRLS =flying high=の冠番組となり、毎週木曜23:30 - 24:00へ再度移動
- 長野flavorのWE LOVE 長野 （2016年7月7日-9月29日 FM-FUJI、毎週木曜日23：30 - 24：00）　GIRLS・GIRLS・GIRLS =flying high=の冠番組として放送開始。現在なし
- インターネット問屋街TV（第365回・2013年11月22日- 、USTREAM）

### 雑誌
- 長野のおきて〜ナガノを楽しむための51のおきて〜（2014年5月26日、アース・スター エンターテイメント）ISBN 978-4-8030-0578-3 - 長野のご当地アイドルとして96頁に紹介されている。
- LIVEアイドル図鑑Vol.4 （2014年7月4日、オークラ出版）ISBN 978-4-7755-2267-7 - Vol.3で行われた、表紙争奪投票イベントにて2位。 Vol.4・8 - 9頁の2Pグラビア掲載獲得
- LIVEアイドル図鑑Vol.5 （2014年9月12日、オークラ出版）ISBN 978-4-7755-2329-2 - Vol.4で行われた、表紙争奪投票イベントにて2位。裏表紙とグラビア掲載獲得
- LIVEアイドル・コレクション<制服編> (FtoF2014年11月号別冊) （2014年9月26日、ガム出版）
- LIVEアイドル図鑑Vol.6 （2014年11月10日、オークラ出版）ISBN 978-4-7755-2352-0 - Vol.5で行われた、表紙争奪投票イベントにて2位。裏表紙とグラビア掲載獲得
- TRASH-UP!! vol.21 (2015年2月5日)
- Top Yell 2015.MAR （2015年2月6日、竹書房）
- アイドルーチュ！ Vol.1（2015年4月18日、ガム出版）ISBN 978-4-9028-7025-1